# Городна (Смоленская область)
Городна — деревня в Ярцевском районе Смоленской области России. Входит в состав Львовского сельского поселения. Население — 2 жителя (2007 год). 
Расположена в северной части области в 40 км к северу от Ярцева, в 40 км севернее автодороги М1 «Беларусь». В 41 км южнее деревни расположена железнодорожная станция Ярцево на линии Москва — Минск. 

## История
В годы Великой Отечественной войны деревня была оккупирована гитлеровскими войсками в июле 1941 года, освобождена в сентябре 1943 года.